# Абреу, Клаудия
Клаудия Абре́у Фонсе́ка (порт. Cláudia Abreu Fonseca, род. 12 октября 1970) — бразильская актриса.

## Биография
Родилась в районе Леблон в Рио-де-Жанейро в семье юристов. С детства чувствовала в себе талант актрисы, поэтому в возрасте десяти лет была принята в театр Табладу в Рио-де-Жанейро, где в то время работал преподавателем её дядя. В 1984 году впервые снялась в рекламном ролике. В 1986 году была замечена режиссёром телекомпании «Глобу» Волфом Майя, после чего был подписан её первый контракт. С тех пор Клаудия Абреу регулярно снимается в телесериалах, кино и играет в театре.
24 января 2009 года Клаудия окончила философский факультет Папского католического университета Рио-де-Жанейро.

## Личная жизнь
С 1997 года Клаудия замужем за режиссёром Хосе Энрике Фонсекой. У супругов есть четверо детей, две дочери и два сына — Мария Мод Фонсека (06.02.01), Фелипа Фонсека (21.02.07), Жозе Жоакин Фонсека (07.07.10) и Педро Энрике Фонсека (05.10.11).

## Фильмография

### Телесериалы
- 1986 — Гипернапряжение / Hipertensão — Люция
- 1987 — Другие / O Outro — Зезинья
- 1988 — Дикая кошка / Fera Radical — Ана Паула Флорес
- 1989 — Что я за король? / Que Rei Sou Eu? — Принцесса Жюльетт
- 1990 — Суррогатная мать / Barriga de Aluguel — Клара Рибейро
- 1992 — Мятежные годы / Anos Rebeldes — Элоиза Андраде Пинто
- 1994 — Моя родина / Pátria Minha — Алисе
- 1995 — Комедия частной жизни / A Comédia da Vida Privada — Диана
- 1996 — Жизнь, как она есть / A Vida Como Ela É…
- 1998 — Лабиринт / Labirinto — Лилиане
- 1999 — Власть желания / Força de Um Desejo — Оливия
- 2001 — Нормальные / Os Normais — Ана
- 2002 — Пятый ад / O Quinto dos Infernos — императрица Амелия Лейхтенбергская
- 2003 — Слава / Celebridade — Лаура
- 2005 — Белиссима / Belíssima — Витория Роша
- 2007 — Дневник соблазнителя / Dicas de um Sedutor — Адриана
- 2008 — Три сестры / Três Irmãs — Дора
- 2012 — Бездна шарма / Cheias de Charme — «Шайени» (Жусилени Мигон)
- 2014 — Поколение Бразилии (Geração Brasil) — Памела Паркер-Мара

### Художественные фильмы
- 1996 — Великолепная Тита / Tieta do Agreste — Леонора
- 1997 — Четыре дня в сентябре / O Que É Isso, Companheiro? — Рене
- 1997 — Война в Канудос / Guerra de Canudos — Луиза
- 1998 — Эд Морт / Ed Mort — Сибеле
- 2001 — O Xangô de Baker Street — баронесса Мария Луиза
- 2003 — Человек года / O Homem do Ano — Кледир
- 2003 — Дорога в облака / O Caminho das Nuvens — Розе
- 2008 — Расстроенные / Os Desafinados — Глория
- 2008 — У всех есть сексуальные проблемы / Todo Mundo Tem Problemas Sexuais